# Malone (New York)
Pour les articles homonymes, voir Malone et Malone (ville, New York).
Le village de Malone est le siège du comté de Franklin, dans l'État de New York, aux États-Unis. Sa population s'élève à 6 075 habitants en 2000 ; William Almon Wheeler puis Almanzo James Wilder habitèrent à Malone, qui vit à présent essentiellement de son activité agricole. 

## Histoire
Nommé d'après Edmond Malone, érudit shakespearien irlandais, la communauté fut installée vers 1802 sous le nom de Harrison (de Richard Harrison, propriétaire), puis renommé Ezraville le 8 avril 1808, pour finalement trouver son nom définitif le 10 juin 1812 et être intégré aux États-Unis en 1833. Il est mis à sac pendant la guerre anglo-américaine de 1812. Les Féniens s'y rassemblèrent en 1865 avant de tenter leur invasion du Canada.
L'ouvrage Un enfant de la terre (Farmer Boy) écrit en 1933 par Laura Ingalls Wilder concerne Almanzo Wilder, qui allait à l'école à Malone (actuellement Malone Junior High School). La ferme de la famille Wilder est un site historique sis à environ 8 km de Malone.
Le 19e vice-président des États-Unis, William Almon Wheeler, est né à Malone. Son manoir est à présent connu sous le nom de Elks Lodge.
Malone fut touché par le verglas massif de 1998.

## Économie
Essentiellement basée sur l'activité agraire, l'économie de Malone repose entre autres sur les laiteries et les productions de pommes de terre, et autrefois sur la culture de houblon.
Malone devint connue comme la capitale du motoneige aux États-Unis lorsqu'un revendeur d'équipements de ferme accepta de devenir le distributeur exclusif de produits Bombardier à l'est du Mississippi.
Plusieurs prisons construites dans les environs du village sont devenues la principale source d'emplois à Malone.
Malone profite également de l'attrait du Titus, petite montagne du massif des Adirondacks et de son terrain de golf 36 trous qui attire les golfeurs de Montréal, faisant du tourisme un atout économique important.

## Géographie
D'après le bureau du recensement des États-Unis, la superficie totale de Malone est de 8,3 km2 ( 3,2 mi2), dont 0,1 km (0,04 mi²) d'eau (0,94 %).
La rivière Salmon traverse Malone, coulant en direction du nord-ouest.

## Démographie
Au recensement de 2000, Malone comptait 6 075 habitants, 2 583 ménages et 1 511 familles ; parmi ces 2 583 ménages, 28,5 % avaient un enfant de moins de 18 ans vivant avec eux, 38,6 % étaient des couples mariés réunis, 15,2 % n'étaient composés que d'une femme seule et 41,5 % n'étaient pas des familles. 36,0 % des ménages ne comptaient qu'une seule personne et dans 17,4 % des cas, une personne de 65 ans ou plus vivait seule. La taille moyenne des ménages était de 2,24 personnes et celle des familles, 2,86 personnes.
Le revenu médian d'un ménage de Malone était de 25 200$, et celui d'une famille était de 35 077$. Les hommes avaient un revenu médian de 29 200$ contre 20 163 pour les femmes. Le revenu par tête était de 15 960$. Près de 10,8 % des familles et 16,4 % de la population, dont 21,8 % des moins de 18 ans et 11,6 % des plus de 65 ans, vivaient en dessous du seuil de pauvreté.
| Groupe                           | Malone | New York | États-Unis |
| -------------------------------- | ------ | -------- | ---------- |
| Blancs                           | 96,0   | 65,8     | 72,4       |
| Métis                            | 1,2    | 3,0      | 2,9        |
| Amérindiens                      | 1,1    | 0,6      | 0,9        |
| Asiatiques                       | 0,8    | 7,3      | 4,8        |
| Afro-Américains                  | 0,6    | 15,9     | 12,6       |
| Autres                           | 0,3    | 7,5      | 6,4        |
| Total                            | 100    | 100      | 100        |
|                                  |        |          |            |
| Hispaniques et Latino-Américains | 1,6    | 17,6     | 16,7       |

## Personnalités liées à la ville
- Shane Faubert, auteur-compositeur-interprète américain, créateur des Cheepskates.